# Ben-Dror Yemini
Ben-Dror Yemini (ebraico: בן-דרור ימיני; Tel Aviv, 17 aprile 1954) è un giornalista israeliano.

## Biografia
Ben-Dror Yemini è nato a Tel Aviv da genitori ebrei yemeniti. Ha studiato storia e legge all'Università di Tel Aviv, e dopo la laurea ha lavorato per il Ministero dell'Immigrazione.
Nel 1984 ha iniziato a lavorare come giornalista; dal 2003 al 2014 ha scritto sul quotidiano Maariv, e dal 2014 ha iniziato a scrivere su Yedioth Ahronoth. Nel 2014 ha pubblicato il saggio L'industria delle bugie, in cui esprime le sue opinioni sulla propaganda anti-israeliana da parte di gruppi di estrema sinistra.

## Opinioni politiche

### Sionismo
Yemini è sionista e sostiene la Soluzione dei due stati. Secondo lui "l'antisionismo è un antisemitismo politicamente corretto: allo stesso modo in cui gli ebrei venivano demonizzati, lo stato d'Israele viene demonizzato; allo stesso modo in cui il diritto di esistere degli ebrei veniva negato, il diritto all'autodeterminazione viene negato a Israele; allo stesso modo in cui gli ebrei venivano rappresentati come una minaccia per il mondo, Israele viene presentata come una minaccia per il mondo".

### Palestinesi e arabi israeliani
Ben-Dror sostiene che anche i palestinesi hanno diritto all'autodeterminazione quanto gli israeliani. Se da una parte ha appoggiato l'Operazione Colonna di nuvola e in generale la lotta contro Hamas e l'integralismo islamico, dall'altra ha più volte preso le difese degli arabi israeliani, affermando che i terroristi non li rappresentano tutti.

### Estremismo di destra e di sinistra
Ben-Dror ha criticato più volte gli incitamenti all'odio da qualunque fazione venissero, affermando che "Ciò che viene detto dalla destra radicale sugli arabi viene detto da una parte della sinistra sugli ebrei". Ha sostenuto inoltre che quelle che all'inizio sono critiche legittime spesso diventano semplici istigazioni.